# Milano–San Remo 2022
Cursa Milano-San Remo 2022 a fost ediția a 113-a a cursei clasice de ciclism Milano-San Remo, cursă de o zi. S-a desfășurat pe data de 19 martie 2022 și face parte din calendarul UCI World Tour 2022.

## Echipe participante
Întrucât Milano-San Remo este un eveniment din cadrul Circuitului mondial UCI 2022, toate cele 18 echipe UCI au fost invitate automat și obligate să aibă o echipă în cursă. Șase echipe profesioniste continentale au primit wildcard.

### Echipe UCI World
| - AG2R Citroën Team - Astana Qazaqstan Team - Bora–Hansgrohe - Cofidis - EF Education–EasyPost - Groupama–FDJ - Ineos Grenadiers - Intermarché–Wanty–Gobert Matériaux - Israel–Premier Tech | - Lotto Soudal - Movistar Team - Quick-Step Alpha Vinyl Team - Team Bahrain Victorious - Team BikeExchange - Team DSM - Team Jumbo–Visma - Trek-Segafredo - UAE Team Emirates |  |

### Echipe continentale profesioniste UCI
| - Alpecin-Fenix - Arkéa-Samsic - Bardiani-CSF-Faizanè | - Drone Hopper-Androni Giocattoli - Eolo-Kometa - Team TotalEnergies |  |

## Rezultate
| Loc | Concurent            | Echipă                  | Timp       |
| --- | -------------------- | ----------------------- | ---------- |
| 1   | Matej Mohorič        | Team Bahrain Victorious | 6h 27' 49" |
| 2   | Anthony Turgis       | Team TotalEnergies      | +2"        |
| 3   | Mathieu van der Poel | Alpecin-Fenix           | +2"        |
| 4   | Michael Matthews     | Team BikeExchange–Jayco | +2"        |
| 5   | Tadej Pogačar        | UAE Team Emirates       | +2"        |
| 6   | Mads Pedersen        | Trek–Segafredo          | +2"        |
| 7   | Søren Kragh Andersen | Team DSM                | +2"        |
| 8   | Wout van Aert        | Team Jumbo-Visma        | +2"        |
| 9   | Jan Tratnik          | Team Bahrain Victorious | +5"        |
| 10  | Arnaud Démare        | Groupama–FDJ            | +11"       |

## Legături externe
- Site web oficial